# دوري هونغ كونغ لكرة القدم 1967–68
دوري هونغ كونغ لكرة القدم 1967–68 هو الموسم 23 من دوري هونغ كونغ لكرة القدم ‏. كان عدد الأندية المشاركة فيه 12، وفاز فيه نادي جنوب الصين.